# Laurențiu Corbu
Laurențiu Nicolae Corbu (sinh ngày 10 tháng 5 năm 1994) là một cầu thủ bóng đá người România thi đấu cho Dinamo București ở vị trí hậu vệ.